# 桃山瀑布
桃山瀑布又名為「煙聲瀑布」位於台中市和平區，七家灣溪支流桃山西溪上游，屬大甲溪流域，因位於桃山稜線下方而得名。瀑布海拔標高約2310公尺至2230公尺，落差約80公尺，位於武陵國家森林遊樂區內桃山步道的終點處。桃山步道全程約4.3公里，攀升450公尺，皆為水泥路面，呈Z字型爬升，前段林相主要為台灣二葉松、台灣赤楊與栓皮櫟等針闊葉樹混生林，隨著海拔漸高，林相漸轉為混雜針葉林造林及天然植被。瀑布前設有一觀景台，瀑壁旁有前國策顧問趙恆惕所提「煙聲」二字。於豐水季節，瀑水飛絹傾洩激起千層水霧，水聲震天，聲勢澎湃。

## 交通資訊
- 自行開車：[7]
  - 由國道5號下宜蘭交流道後轉台7線東港路，經宜蘭、員山至百韜橋接台7甲線泰雅路四段直行，過思源埡口後至武陵路口右轉進入，即可抵達武陵農場。
  - 由國道6號下埔里端後左轉台14線中山路一段，至霧社轉台14甲線經清境、合歡山，至大禹嶺左轉台8線過合歡山隧道直行，至梨山轉台7甲線行駛至武陵路口左轉進入，即可抵達武陵農場。
- 大眾運輸：[7][8]
  - 搭乘台鐵至宜蘭站，轉乘國光客運1751線【宜蘭－梨山】線至武陵農場站下車。
  - 搭乘台鐵至羅東站，轉乘國光客運1764線【羅東－梨山】線至武陵農場站下車。
  - 搭乘台鐵至豐原站，轉乘豐原客運207線【豐原－谷關】線至谷關，再轉乘豐原客運865線【谷關－梨山】至終點站梨山，轉乘866區2線【梨山－武陵農場】至終點站武陵農場。

## 解
1. ↑  根據《臺灣通用電子地圖【NLSC】》、《臺灣通用正射影像【NLSC】》對照。

## 外部連結
- YouTube上的桃山瀑布(煙聲瀑布)─影動台灣系列17(HD)
- 桃山瀑布步道 - 台灣山林悠遊網 （页面存档备份，存于）
- 旅遊資訊 - 自然步道 - 桃山瀑布步道 （页面存档备份，存于）